# Oblężenie Azowa (1696)
Oblężenie Azowa miało miejsce 7 czerwca – 29 lipca 1696 roku podczas wojny Turcji z Ligą Świętą.
Nieudana wyprawa na Azow (Oblężenie Azowa w 1695) dała wiedzę, która pozwoliła lepiej przygotować się do kolejnej próby zdobycia twierdzy. W tym celu z Austrii i Prus sprowadzono do Rosji licznych specjalistów – inżynierów i saperów potrafiących prowadzić roboty ziemne i zakładać miny. Jednocześnie car Piotr Wielki nakazał budowę galer. Za model dla prowadzonych pod Moskwą prac ciesielskich posłużyła sprowadzona kilka lat wcześniej do Preobrażenskoje galera holenderska.
Na początku 1696 roku gotowa już była większość części składowych okrętów, które miały wziąć udział w wyprawie. Na całym szlaku prowadzącym do Azowa zgromadzony został materiał do budowy łodzi – doświadczenia z poprzedniej wyprawy uświadomiły carowi, że by zdobyć Azow, konieczne jest odcięcie tureckiego garnizonu twierdzy od morskich dostaw.
Przed wyprawą Piotr uczynił Franza Leforta admirałem floty, a siebie podniósł do rangi kapitana. Dowódcą sił lądowych został Aleksy Szejn. Śmierć cara Iwana (8 lutego 1696) i związane z nią uroczystości żałobne nie przerwały przygotowań do wyprawy.
Wkrótce po uroczystościach żałobnych Piotr ruszył do Woroneża, gdzie budowana była flota rosyjska. Prace były intensywne, toteż w połowie kwietnia zostały one ukończone – zwodowano 2 okręty, 23 galery, 2 galeasy i 4 brandery. Przygotowano także 1300 łodzi, 300 szalup i 100 tratw. Jako pierwsze wyruszyły na Azow oddziały Patryka Gordona i Awtamona Gołowina. Car wypłynął 13 maja, mając ze sobą 8 galer.
Licząca 75 000 żołnierzy armia rosyjska znalazła się w rejonie Azowa już pod koniec maja. Przez kilka dni stacjonujący pod Azowem Rosjanie nie podejmowali żadnych działań, a jedynie flota rosyjska zablokowała ujście Donu, wypływając na Morze Azowskie. Gdy turecka flota wraz z odsieczą, złożona z 13 galer i 24 niewielkich żaglowców, próbowała przebić się do oblężonej twierdzy, została rozbita 6 czerwca przez Kozaków dońskich operujących na swych czółnach. Niebawem przypłynęła nowa eskadra turecka, jednak nie odważyła się zaatakować małych i ruchliwych jednostek rosyjskich. Po zablokowaniu twierdzy od strony morza Rosjanie 7 czerwca rozpoczęli oblężenie. Ostrzał artyleryjski twierdzy azowskiej rozpoczął się dopiero 26 czerwca.
Dzięki umiejętnie prowadzonym robotom ziemnym udało się zasypać fosę. Następnie stopniowo, pracując ciężko każdego dnia, przybliżano do twierdzy wysoki wał ziemny, z którego bombardowano miasto pociskami działowymi. Gdy 27 lipca Kozacy niespodziewanym atakiem opanowali część azowskich fortyfikacji, obrońcy znaleźli się w beznadziejnej sytuacji i 28 lipca zawiadomili Szejna o chęci kapitulacji, zastrzegając sobie honorowe warunki – wyjście z twierdzy wraz z rodzinami i bronią. Rosjanie przyjęli te warunki i 29 lipca Azow dostał się w ręce Rosji. Trzy dni później skapitulował leżący niedaleko fort Lutyk.
Zdobycie Azowa zrobiło wielkie wrażenie nie tylko w Moskwie, ale także w Europie. Zwycięzcy Rosjanie długo świętowali w Azowie, zamieniając w międzyczasie meczety w cerkwie. Car Piotr dopiero 13 sierpnia ruszył w triumfalną podróż do Moskwy, a ceremonialny wjazd do stolicy odbył się 10 października.
Zwołana 30 października Rada Bojarska nakazała przesiedlić z Ukrainy do Azowa 3000 rodzin, a w twierdzy umieścić stały garnizon w sile 500 żołnierzy.
Wyprawy azowskie wykazały, że armia rosyjska ma jeszcze wiele braków, które Piotr Wielki postanowił usunąć w trakcie dalszych reform.